# JUNIOR HYPER LEAGUE
JUNIOR HYPER LEAGUE（ジュニア・ハイパー・リーグ）は、かつて全日本プロレス主催のジュニアヘビー級選手によるシングルリーグ戦。
2006年から2011年まではジュニアヘビー級リーグ戦（ジュニアヘビーきゅうリーグせん）の名称で開催されて2012年に現在の名称に改称された。
2003年にジュニアヘビー・チャンピオン・カーニバルが開催されたが、あくまでヘビー級選手によるチャンピオン・カーニバルのジュニアヘビー級部門としての位置づけであり、開催された時期もチャンピオン・カーニバルのシリーズ内であった。

## 概要
2006年から毎年6月シリーズの開催となっている。新日本プロレスで開催されているBEST OF THE SUPER Jr.と競合する大会であり、開催時期も競合させている。
2013年、全日本プロレスの新体制移行が6月にあったため中止になった。
2014年、Jr. BATTLE OF GLORYが開催された。開催時期は2月に移行した。

## ジュニアヘビー級リーグ戦

### 2006年
Aブロック
- カズ・ハヤシ 6点 優勝
- TAKAみちのく 4点
- 土方隆司 2点
- "brother"YASSHI 0点

Bブロック
- 中嶋勝彦 5点 準優勝
- 竹村豪氏 4点
- ヴィールス 2点
- MAZADA 1点

内容
世界ジュニアヘビー級王者の近藤修司が不参加を表明し、優勝者が近藤の世界ジュニア王座に挑戦する権利を獲得する大会となった。前評判通りカズと中嶋が決勝に勝ち上がり、20分の大接戦の中、最後は十八番のファイナルカットでカズが第1回大会の覇者となった。

### 2007年
Aブロック
- 近藤修司 6点 準優勝
- ペペ・みちのく 4点
- 土方隆司 4点
- 中嶋勝彦 4点
- エル・ノサワ・メンドーサ 2点

Bブロック
- クリス・セイビン 6点 優勝
- ディック東郷 5点
- ミゲル・ハヤシJr. 4点
- AKIRA 3点
- "brother"YASSHI 2点

内容
今大会は、初登場にメキシコ・アミーゴス、ディック東郷、AKIRA、近藤修司、そしてTNAで4度Xディヴィジョン王座に輝いているクリス・セイビンが参加し豪華な顔ぶれが出揃った。その初登場組が大活躍し、決勝は近藤とセイビンが勝ち上がる。パワーで推す近藤に対し、近未来的な独特な動きで翻弄するセイビン。最後はセイビンが得意のクレイドルショックで近藤を下し、初優勝を果たした。

### 2008年
Aブロック
- KAI 5点 優勝
- エル・サムライ 4点
- 近藤修司 4点
- MAZADA 4点
- 土方隆司 3点

Bブロック
- シルバー・キング 6点 準優勝
- カズ・ハヤシ 4点
- TAKEMURA 4点
- T28 3点
- フィル・アトラス 3点

内容
土方隆司とエル・サムライのジュニアヘビー王座選手権試合後に、GURENTAIが乱入。そこへ正規軍も入ってきたが、口火を切ったのは「30過ぎのオッサン達が、何やってるんですかね～」と言ったKAI。これにより、本年度もリーグ戦開催が決定。初登場はKAI、エル・サムライ、T28、フィル・アトラス、シルバー・キング。決勝はKAIとシルバーで行われ、KAIが優勝した。

### 2009年
Aブロック
- KAI 6点
- スペル・クレイジー 5点 準優勝
- カズ・ハヤシ 3点
- NOSAWA論外 2点
- 歳三 0点

Bブロック
- 稔 8点
- 近藤修司 6点 優勝
- MAZADA 2点
- 大和ヒロシ 2点
- ピーティー・ウィリアムズ 2点

### 2010年
Aブロック
- 稔 8点
- 大和ヒロシ 6点
- カズ・ハヤシ 5点
- スペル・クレイジー 5点
- アントニオ・トーマス 4点
- 佐藤光留 2点

Bブロック
- KAI 8点 準優勝
- ジミー・ヤン 6点 優勝
- 近藤修司 4点
- TAKAみちのく 4点
- MAZADA 4点
- BUSHI 4点

### 2011年
Aブロック
- KAI 7点 優勝
- ケニー・オメガ 6点
- 稔 5点
- カズ・ハヤシ 4点
- BUSHI 4点
- BLACK BUSHI 4点

Bブロック
- 金本浩二 8点 準優勝
- 近藤修司 6点
- ジミー・ヤン 6点
- 佐藤光留 4点
- 大和ヒロシ 4点
- MAZADA 2点

内容
8月に「ALL TOGETHER」が行われたため、時期をずらし、9月シリーズのFLASHING TOUR中に開催。現役ジュニア王者として臨んだKAIは開幕戦でDDTからの刺客・オメガに敗れたものの、残り試合を無敗で乗り切り1位通過。一方Bブロックは新日本から参戦の金本がヤンと近藤を抑え決勝進出。決勝は20分を超える熱戦の末KAIが勝利し、現役王者として初めてリーグ戦を制した。

## JUNIOR HYPER LEAGUE

### 2012年
Aブロック
- 金本浩二 8点
- KAI 6点
- 田中稔 5点
- 佐藤光留 5点
- MAZADA 4点
- アエギュプトゥス・エアリアル 2点

Bブロック
- 近藤修司 9点 準優勝
- 大和ヒロシ 7点 優勝
- カズ・ハヤシ 6点
- SUSHI 6点
- ジレット 2点
- アンディ・ウー 0点

## 主な大会記録
- 最多優勝 - 2回：KAI（2008年、2011年）、近藤修司（2009年、2018年）、鈴木鼓太郎（2014年、2015年）、岩本煌史（2017年、2019年）、青柳亮生（2022年、2025年）
- 最多決勝進出 - 4回：近藤修司（2007年、2009年、2012年、2018年）
- 世界ジュニアヘビー級王者の優勝 - KAI（2011年）、岩本煌史（2019年）、青柳亮生（2022年）
- 最多出場 - 7回：カズ・ハヤシ（2006年~2012年）
- 連続出場 - 7大会連続：カズ・ハヤシ（2006年~2012年）
- 全勝優勝 - カズ・ハヤシ（2006年）
- 外国人初優勝 - クリス・セイビン（2007年）、ジミー・ヤン（2010年）、フランシスコ・アキラ（2021年）
- 全日本非所属選手の優勝 - クリス・セイビン（2007年：TNA）、ジミー・ヤン（2010年：フリー）、近藤修司（2018年：WRESTLE-1）、フランシスコ・アキラ（2021年：ICW）
- 連続優勝 - 2大会連続：鈴木鼓太郎（2014年~2015年）
- 最短キャリアでの優勝 - 1年5ヶ月：KAI（2008年）
- 最年長優勝 - 40歳1ヶ月：近藤修司（2018年）
- 最年少優勝 - 21歳6ヶ月：フランシスコ・アキラ（2021年）